# Ватили
Ватили (греч. Βατυλή) / Вадили (тур. Vadili) — деревня на острове Кипр, на территории частично признанного государства Турецкая Республика Северного Кипра (согласно мнению международного сообщества — в Республике Кипр). В административном плане имеет статус муниципалитета в составе района Газимагуса.

## Географическое положение
Деревня находится в северо-восточной части острова, в юго-западной части района, на высоте 60 метров над уровнем моря.
Ватили расположена на расстоянии приблизительно 22 километров к западу от Фамагусты, административного центра района.

## Население
По данным переписи 2006 года, численность населения Ватили составляла 2317 человек, из которых мужчины составляли 49,9 %, женщины — соответственно 50,1 %.

## Транспорт
Ближайший гражданский аэропорт — Международный аэропорт Эрджан.